# Liste von Raumflugkörpern mit elektrischem Antrieb
In chronologischer Reihenfolge werden einige Raumflugkörper aufgeführt, die mit elektrischen Antrieben ausgerüstet sind. Das können sowohl Marschtriebwerke als auch Triebwerke zur Lagekorrektur im Erdorbit sein. Nicht aufgelistet ist, ob es sich dabei um das einzige  Triebwerk  handelt oder ob mehrere (verschiedene) Triebwerkstypen auf einem Raumflugkörper eingesetzt werden. Ebenfalls nicht benannt sind Haupt- oder Nebentriebwerke. Einige kommerziell vertriebene Satellitenbusse werden standardmäßig oder auf Kundenwunsch mit Ionentriebwerken ausgestattet.
Angegeben ist das Startjahr oder der Startzeitpunkt, mitunter auch eine Zeitspanne.
| Name der Raumsonde/des Satelliten                 | Jahr                          | Art des Antriebs                               | Land/Organisation                                 | Bemerkung                                                                                                |
| ------------------------------------------------- | ----------------------------- | ---------------------------------------------- | ------------------------------------------------- | --- |
| SERT 1                                            | 20. Juli 1964                 | Quecksilber-Ionenantrieb                       | USA/NASA                                          | Space Electric Rocket Test, suborbital (31 min), erste Demonstration eines Ionentriebwerks im Weltraum   |
| Zond 2                                            | 30. Nov. 1964 – 14. Mai 1965  | Gepulstes Plasmatriebwerk (PPT, PTFE)          | UdSSR                                             | Gilt gemeinhin als erste Anwendung von elektrischen Raumfahrtantrieben im Weltall                        |
| Programm 661A Flug 21-2                           | 29. Aug. 1964                 | Ionenantrieb                                   | USA/USAF                                          | suborbitaler, experimenteller Test                                                                       |
| Programm 661A Flug 21-3                           | 21. Dez. 1964                 | Ionenantrieb                                   | USA/USAF                                          | suborbitaler, experimenteller Test                                                                       |
| Snapshot                                          | 3. Apr. 1965                  | Caesium-Ionenantrieb                           | USA/USAF/Army                                     | (experimentell: 1 Stunde), Nuklearreaktor SNAP-10A                                                       |
| Zond 3                                            | 18. Juli 1965                 | Gepulste Plasmatriebwerke (PTFE)               | UdSSR                                             | Triebwerk fiel nach Start aus (Probleme mit der Energieversorgung)                                       |
| ATS-4                                             | 10. Aug. 1968                 | Caesium-Ionenantrieb                           | USA/NASA                                          | (experimentell), Applications Technology Satellite                                                       |
| LES-6                                             | 26. Sep. 1968                 | Gepulste Plasmatriebwerke (PTFE)               | USA/USAF                                          | Lincoln Experimental Satellite                                                                           |
| ATS-5                                             | 12. Aug. 1969                 | Caesium-Ionenantrieb                           | USA/NASA                                          | (experimentell)                                                                                          |
| SERT 2A                                           | 4. Feb. 1970                  | Quecksilber-Ionenantrieb                       | USA/NASA                                          | (experimentell), Antriebe arbeiteten bis 1981                                                            |
| Meteor 1-10                                       | 29. Dez. 1971                 | Quecksilber-Plasmatriebwerk                    | UdSSR                                             | Wettersatellit, Triebwerk von Konstruktionsbüro FAKEL                                                    |
| L-4SC-3                                           | 20. Aug. 1974                 | Gepulstes Plasmatriebwerk (PTFE)               | Japan/ISAS                                        | (experimentell)                                                                                          |
| SMS                                               | 17. Mai 1974                  | Gepulstes Plasmatriebwerk (PTFE)               | USA/NASA                                          | „Synchronous Meteorological Satellite“                                                                   |
| ATS-6                                             | 30. Mai 1974                  | Caesium-Ionenantrieb                           | USA/NASA                                          | (experimentell) (92 Stunden)                                                                             |
| Meteor-Priroda 1-18                               | 9. Juli 1974                  | Xenon-Hall-Effekt-Antrieb                      | UdSSR                                             | (experimentell ?), Wettersatellit                                                                        |
| Kosmos-728                                        | 18. Apr. 1975                 | Magnetoplasmadynamischer Antrieb               | UdSSR                                             | Spionagesatellit                                                                                         |
| TIP-2                                             | 12. Okt. 1975                 | Gepulstes Plasmatriebwerk (PTFE)               | USA/US Navy                                       | Transit Improvement Program (Triad/NOVA), Test                                                           |
| LES-8/LES-9                                       | 15. März 1976                 | Gepulstes Plasmatriebwerk (PTFE)               | USA/USAF                                          | Lincoln Experimental Satellite, (experimentell)                                                          |
| TIP-3                                             | 1. Sep. 1976                  | Gepulstes Plasmatriebwerk (PTFE)               | USA/US Navy                                       | Transit Improvement Program (Triad/NOVA), Test                                                           |
| SCATHA (P78-2)                                    | 30. Jan. 1979                 | Xenon-Ionen-Quelle                             | USA/USAF                                          | Satellite Positive-Ion-Beam System (SPIBS), kein Triebwerk im engeren Sinne                              |
| Intelsat-5 F-2                                    | 6. Dez. 1980                  | Hydrazin-Resistojets                           | USA/ITSO/Inmarsat                                 | Kommunikationssatellit, bis 1984 acht Satelliten                                                         |
| MS-T4 (Tansei-4)                                  | 17. Feb. 1980                 | Magnetoplasmadynamischer Antrieb (Ammoniak)    | Japan                                             | (experimentell)                                                                                          |
| ETS-4 (Kiku 3)                                    | 11. Feb. 1981                 | Gepulstes Plasmatriebwerk (PTFE), Ionenantrieb | Japan/NASDA                                       | Engineering Test Satellite (experimentell)                                                               |
| MDT-2A                                            | 7. Dez. 1981                  | Gepulstes Plasmatriebwerk (PTFE)               | China                                             | (ballistischer Flug)                                                                                     |
| SEPAC (STS-9)                                     | 28. Nov. 1983                 | Magnetoplasmadynamischer Antrieb               | USA/Japan                                         | Japanisches (experimentelles) Triebwerk                                                                  |
| Nova-3                                            | 12. Okt. 1984                 | Gepulstes Plasmatriebwerk (PTFE)               | USA/US Navy                                       | Transit Improvement Program (Triad/NOVA)                                                                 |
| Nova-2                                            | 16. Juni 1988                 | Gepulstes Plasmatriebwerk (PTFE)               | USA/US Navy                                       | Transit Improvement Program (Triad/NOVA)                                                                 |
| EURECA                                            | 1992–93                       | RIT-Ionentriebwerk RITA-10                     | Europa                                            | |
| LMC 7000                                          | 1993+                         | Arcjet MR-508/509                              | USA/Lockheed/Aerojet                              | Kommunikationssatelliten                                                                                 |
| Gals                                              | 20. Jan. 1994                 | Ionenantrieb SPT-100                           | Russland                                          | Kommunikationssatellit, Test des Fakel SPT-100 Triebwerks                                                |
| ETS-6 (Kiku 6)                                    | 28. Aug. 1994                 | Xenon-Ionenantrieb XIPS                        | Japan/NASDA                                       | (experimentell)                                                                                          |
| Space Flyer Unit (SFU)                            | 1995–1996                     | magnetoplasmadynamischer Antrieb               | Japan                                             | EPEX (Electric Propulsion Experiment), (STS-72)                                                          |
| Gals-2                                            | 17. Nov. 1995                 | Ionenantrieb SPT-100                           | Russland                                          | Kommunikationssatellit                                                                                   |
| A2100                                             | 1997+                         | Arcjet MR-510                                  | USA/Lockheed/Aerojet                              | Kommunikationssatelliten                                                                                 |
| PAS-5                                             | 28. Aug. 1997                 | Xenon-Ionentriebwerk XIPS                      | USA/Hughes/PanAmSat                               | basierend auf Satellitenbus HS-601HP bzw. BSS-601HP (erster kommerzieller Satellit mit Ionentriebwerk)   |
| Galaxy 8i                                         | 8. Dez. 1997                  | Xenon-Ionentriebwerk XIPS                      | USA/Hughes/Boeing                                 | basierend auf Satellitenbus HS-601HP bzw. BSS-601HP                                                      |
| Astra 2A                                          | 30. Aug. 1998                 | Xenon-Ionentriebwerk XIPS                      | Luxemburg/Hughes/Boeing                           | basierend auf Satellitenbus HS-601HP bzw. BSS-601HP                                                      |
| STEX                                              | 3. Okt. 1998                  | Xenon-Hall-Effekt-Antrieb                      | USA                                               | EPDM (Electric Propulsion Demonstration Module): russisch/amerikanische Entwicklung (Triebwerk: TAL-D55) |
| Deep Space 1                                      | 24. Okt. 1998 – 2001          | Xenon-Ionentriebwerk NSTAR                     | NASA/USA                                          | |
| Satmex 5                                          | 5. Dez. 1998                  | Xenon-Ionentriebwerk XIPS                      | Mexiko/Hughes/Boeing                              | basierend auf Satellitenbus HS-601HP bzw. BSS-601HP                                                      |
| PAS 6B (Intelsat 6B)                              | 21. Dez. 1998                 | Xenon-Ionentriebwerk XIPS                      | USA/PanAmSat/Hughes/Boeing                        | basierend auf Satellitenbus HS-601HP bzw. BSS-601HP                                                      |
| ARGOS (P91-1)                                     | 23. Feb. 1999                 | Ammoniak-Arcjet ESEX                           | USA/USAF/Aerojet                                  | militärischer Experimentalsatellit, ESEX (Electric Propulsion Space Experiment)                          |
| Astra 1H                                          | 18. Juni 1999                 | Xenon-Ionentriebwerk XIPS                      | Luxemburg/Hughes/Boeing                           | basierend auf Satellitenbus HS-601HP bzw. BSS-601HP                                                      |
| Yamal (Jamal) 101 und 102                         | 6. Sep. 1999                  | Fakel SPD-70 Plasmatriebwerke                  | Russland/RKK Energija                             | Kommunikationssatelliten (siehe auch Yamal 202)                                                          |
| DirecTV 1R                                        | 10. Okt. 1999                 | Xenon-Ionentriebwerk XIPS                      | USA/Hughes/Boeing                                 | basierend auf Satellitenbus HS-601HP bzw. BSS-601HP                                                      |
| Satelliten basierend auf dem Bus HS-702 / BSS-702 | ab 22. Dez. 1999 (Erststart)  | Xenon-Ionentriebwerk XIPS                      | Hughes/Boeing/USA                                 | erster Satellit: Galaxy 11                                                                               |
| Galaxy 10R                                        | 25. Jan. 2000                 | Xenon-Ionentriebwerk XIPS                      | USA/Hughes/Boeing                                 | basierend auf Satellitenbus HS-601HP bzw. BSS-601HP                                                      |
| Superbird 4                                       | 18. Feb. 2000                 | Xenon-Ionentriebwerk XIPS                      | Japan/Hughes/Boeing                               | basierend auf Satellitenbus HS-601HP bzw. BSS-601HP                                                      |
| SESAT 1 (Siberia – Europe Satellites)             | 17. Apr. 2000                 | 8 Fakel SPD-100 Plasmatriebwerke               | Russland/NPO PM / Frankreich/Alcatel Alenia Space | Kommunikationssatellit, Ekspress-Satelliten-Bus von NPO PM                                               |
| Galaxy 4R                                         | 19. Apr. 2000                 | Xenon-Ionentriebwerk XIPS                      | USA/Hughes/Boeing                                 | basierend auf Satellitenbus HS-601HP bzw. BSS-601HP                                                      |
| MightySat II.1                                    | 19. Juni 2000                 | Gepulstes Plasmatriebwerk (PTFE)               | USA/AFRL                                          | Experimentalsatellit                                                                                     |
| PAS 9 (Intelsat 9)                                | 28. Juli 2000                 | Xenon-Ionentriebwerk XIPS                      | USA/Hughes/Boeing                                 | basierend auf Satellitenbus HS-601HP bzw. BSS-601HP                                                      |
| AMSAT-Phase 3-D (OSCAR 40)                        | 16. Nov. 2000                 | Ammoniak-Arcjet ATOS                           | BRD/AMSAT                                         | |
| EO-1                                              | 21. Nov. 2000                 | Gepulstes Plasmatriebwerk (PTFE)               | USA/NASA                                          | „Earth Observing-1“                                                                                      |
| PAS 10 (Intelsat 10)                              | 15. Mai 2001                  | Xenon-Ionentriebwerk XIPS                      | Luxemburg/Hughes/Boeing                           | basierend auf Satellitenbus HS-601HP bzw. BSS-601HP                                                      |
| Astra 2C                                          | 16. Juni 2001                 | Xenon-Ionentriebwerk XIPS                      | Luxemburg/Hughes/Boeing                           | basierend auf Satellitenbus HS-601HP bzw. BSS-601HP                                                      |
| Artemis                                           | 12. Juli 2001                 | Radiofrequenz-Ionentriebwerk                   | Europa/ESA                                        | zwei RIT-10 und zwei T5 Triebwerke                                                                       |
| DirecTV 4S                                        | 27. Nov. 2001                 | Xenon-Ionentriebwerk XIPS                      | USA/Hughes/Boeing                                 | basierend auf Satellitenbus HS-601HP bzw. BSS-601HP                                                      |
| AsiaSat 4                                         | 11. Apr. 2003                 | Xenon-Ionentriebwerk XIPS                      | China/Hughes/Boeing                               | basierend auf Satellitenbus HS-601HP bzw. BSS-601HP                                                      |
| Hayabusa                                          | 9. Mai 2003 – 13. Juni 2010   | Xenon-Ionentriebwerk                           | Japan                                             | |
| SMART-1                                           | 28. Sep. 2003 – 3. Sept. 2006 | Hall-Effekt-Triebwerk PPS 1350                 | ESA                                               | |
| Galaxy 13 (Horizons 1)                            | 1. Okt. 2003                  | Xenon-Ionentriebwerk XIPS                      | USA/Hughes/Boeing                                 | basierend auf Satellitenbus HS-601HP bzw. BSS-601HP                                                      |
| Yamal-200                                         | 24. Nov. 2003                 | Fakel SPD-70 Plasmatriebwerke                  | Russland/RKK Energija                             | Kommunikationssatelliten                                                                                 |
| AMC 12 (Astra 4A / Star One C12)                  | 3. Feb. 2005                  | 4 Plasmatriebwerke SPT-100                     | USA/Alcatel Space                                 | Kommunikationssatellit, basierend auf Alcatel Alenia Spacebus-4000C3                                     |
| AMC 23                                            | 29. Dez. 2005                 | 4 Plasmatriebwerke SPT-100                     | USA/Alcatel Alenia                                | Kommunikationssatellit, basierend auf Alcatel Alenia Spacebus-4000C3                                     |
| MEASAT 3                                          | 11. Dez. 2006                 | Xenon-Ionentriebwerk XIPS                      | Malaysia/Hughes/Boeing                            | basierend auf Satellitenbus HS-601HP bzw. BSS-601HP                                                      |
| TacSat-2                                          | 16. Dez. 2006                 | Hall-Effekt-Triebwerk BHT-200                  | USA/USAF/Busek                                    | Microsatellite Propulsion Integration (MPI) Experiment                                                   |
| FalconSat-3                                       | 9. März 2007                  | Gepulstes Plasmatriebwerk (PTFE)               | USA/USAF/Busek                                    | Experimentalsatellit                                                                                     |
| Dawn                                              | 27. Sep. 2007                 | 3 NSTAR-Ionentriebwerke                        | NASA/USA                                          | 425 kg Xenon                                                                                             |
| GOCE                                              | 17. Mai 2009                  | 2 Ionentriebwerke                              | ESA                                               | |
| Microscope                                        | 25. Apr. 2016                 | 4 mal 3 Ionentriebwerke (Caesium)              | Frankreich/CNES/ONERA                             | FEEP (Field Emission Electric Propulsion)                                                                |
| Shijian 9A                                        | 14. Okt. 2012                 | Hallantrieb HET-40 und Ionentriebwerk LIPS-200 | China                                             | Experimentalsatellit, basierend auf Satellitenbus CAST 2000                                              |
| Shijian 20                                        | 27. Dez. 2019                 | Ionentriebwerk LIPS-300                        | China                                             | Experimentalsatellit, Triebwerk mit zwei Modi (80 mN und 210 mN)                                         |
| Chinesische Raumstation                           | 29. Apr. 2021                 | 4 Hall-Effekt-Triebwerke HET-80                | China                                             | Am Heck des Kernmoduls Tianhe                                                                            |